# Vídua de Fischer
La vídua de Fischer (Vidua fischeri) és un ocell de la família dels viduids (Viduidae).

## Hàbitat i distribució
Habita sabanes àrides espinoses de l'extrem est de Sudan del Sud, centre, sud i est d'Etiòpia i Somàlia, cap al sud, a través de l'est d'Uganda i Kenya fins al centre de Tanzània.